# ムチュ・チッシュ
ムチュ・チッシュ(Muchu Chhish)またはバトゥーラV峰(Batura V)は、は、カラコルム山脈のバトゥーラ・ムスターグ山脈に属するパキスタンにある標高7,452メートルの山である。
非常に到達が困難な遠隔地に位置し、登頂の挑戦自体がほんの僅かであり、そのいずれもが登頂に失敗している。最も最近では、イギリスの登山家ピート・トンプソンが2014年に挑戦し、標高約6,000メートルの地点で断念している。
ムチュ・チッシュは、地球上の未踏峰の中でも高い山の1つであり、宗教的または政治的理由による立入禁止制限のない未踏峰の中で最高峰であった。しかし、ズデネック・ハク、ラドスラフ・グロー、ヤロスラフ・バンクシーからなるチェコのチームは、6日間の登山を経て、2024年7月5日にムチュ・チシュ山の頂上に到達した。
ムチュ・チッシュのプロミネンスは263メートルと小さい。極圏の外で最も長い氷河の1つであるバトゥーラ氷河が、ムチュ・チッシュの北に隣接している。